# Dicrurus aldabranus
Il drongo di Aldabra (Dicrurus fuscipennis (Ridgway, 1893)) è un uccello passeriforme appartenente alla famiglia Dicruridae.

## Etimologia
Il nome scientifico della specie, aldabranus, rappresenta un chiaro riferimento all'areale di diffusione di questi uccelli: il loro nome comune altro non è che la traduzione di quello scientifico.

## Descrizione

### Dimensioni
Misura 23 cm di lunghezza, per 40-53 g di peso.

### Aspetto
Si tratta di uccelli dall'aspetto robusto e slanciato, muniti di grossa testa di forma allungata e arrotondata, becco conico e robusto piuttosto lungo e dall'estremità adunca, zampe corte, lunghe ali digitate e coda lunga quasi quanto il corpo e dall'estremità biforcuta, con le due punte che tendono a divergere curvandosi verso l'esterno nella metà distale: le penne della fronte sono leggermente più lunghe delle altre ed incurvate verso il davanti.
Il piumaggio si presenta interamente di colore nero lucido, più opaco su remiganti e coda: specie su testa, ali ed area dorsale, la colorazione mostra (specialmente quando l'animale viene osservato nella luce diretta) riflessi metallici di colore verde-bluastro.

I due sessi presentano colorazione simile: il piumaggio della femmina (che presenta inoltre coda di lunghezza mediamente minore) è più opaco rispetto a quello del maschio.
Il becco e le zampe sono di colore nero: gli occhi sono invece di colore rosso sangue.

## Biologia
Il drongo di Aldabra è un uccello diurno che vive da solo o in coppie, occupando un territorio che (soprattutto durante la stagione riproduttiva) viene tenacemente difeso da eventuali intrusi a prescindere dalle loro dimensioni: a tale scopo (ma anche per reperire il cibo), questi dronghi passano gran parte della giornata appollaiati su un posatoio prominente (generalmente un ramo d'albero che dà su una radura o su macchie di alberi più bassi) osservando i dintorni, pronti a calare sulle prede di passaggio o ad avvertire (ed eventualmente attaccare) eventuali malcapitati che osino spingersi nel loro territorio.
Come tutti i dronghi, anche il drongo di Aldabra è un uccello molto vocale e chiassoso, in grado di emettere una grande varietà di richiami anche complessi e di varie tonalità, oltre che di imitare i versi di altri uccelli.

### Alimentazione
Si tratta di uccelli virtualmente onnivori, nei quali la porzione carnivoro/insettivora (rappresentata perlopiù da grossi insetti, soprattutto curculionidi, nonché da altri invertebrati e da piccoli vertebrati come gechi, lucertole e scinchi) prevale nettamente su quella vegetariana (che si compone invece di bacche e piccoli frutti maturi).

### Riproduzione
Si tratta di uccelli monogami, la cui stagione riproduttiva va da marzo a maggio e dalla metà di settembre a novembre: verosimilmente, questi uccelli sono in grado di riprodursi durante tutto l'arco dell'anno, scegliendosi per farlo i periodi immediatamente dopo il monsone.
Le coppie collaborano nella costruzione del nido (una fragile e sottile struttura a forma di coppa, edificata intrecciando fibre vegetali alla biforcazione di un ramo d'albero), nella sua accanita difesa da eventuali pericoli, nella cova delle 2-4 uova (coi due sessi che si alternano nell'incubazione) e nelle cure parentali verso i nidiacei, i quali, ciechi ed implumi alla schiusa, divengono pronti per l'involo a circa tre settimane di vita e si affrancano dai genitori a circa un mese e mezzo dalla nascita.

## Distribuzione e habitat
Come intuibile dal nome comune, il drongo di Aldabra è endemico dell'atollo di Aldabra, nelle Seychelles sud-occidentali.
L'habitat di questi uccelli è rappresentato dalle aree alberate (anche palmeti) dell'isola.

## Conservazione
La Lista rossa IUCN classifica Dicrurus aldabranus come specie prossima alla minaccia di estinzione (Near Threatened).